# Аппоматтокс (округ, Вірджинія)
Шаблон:StateAbbr_ 37°21′32″ пн. ш. 78°49′35″ зх. д. / 37.358973° пн. ш. 78.826438° зх. д.
Округ Аппоматтокс (англ. Appomattox County) — округ (графство) у штаті Вірджинія, США. Ідентифікатор округу 51011.

## Історія
Округ утворений 1845 року.

## Демографія
За даними перепису 2000 року загальне населення округу становило 13705 осіб, усе сільське. Серед мешканців округу чоловіків було 6671, а жінок — 7034. В окрузі було 5322 домогосподарства, 4013 родин, які мешкали в 5828 будинках. Середній розмір родини становив 2,94.
Віковий розподіл населення поданий у таблиці:
| Стать    | До 15 років | 15-21 | 22-29 | 30-39 | 40-49 | 50-65 | 65-85 | Понад 85 |
| -------- | ----------- | ----- | ----- | ----- | ----- | ----- | ----- | -------- |
| Чоловіки | 1431        | 628   | 562   | 926   | 983   | 1262  | 809   | 70       |
| Жінки    | 1344        | 561   | 617   | 981   | 1053  | 1332  | 998   | 148      |

## Суміжні округи
- Нелсон — північ
- Бакінгем — північний схід
- Принс-Едвард — південний схід
- Шарлотт — південь
- Кемпбелл — південний захід
- Амгерст — північний захід

## Виноски
1. ↑  U.S. Decennial Census. United States Census Bureau. Архів оригіналу за 26 квітня 2015. Процитовано 31 грудня 2013.
2. ↑  Historical Census Browser. University of Virginia Library. Архів оригіналу за 11 серпня 2012. Процитовано 31 грудня 2013.
3. ↑  Population of Counties by Decennial Census: 1900 to 1990. United States Census Bureau. Архів оригіналу за 15 грудня 2013. Процитовано 31 грудня 2013.
4. ↑  Census 2000 PHC-T-4. Ranking Tables for Counties: 1990 and 2000 (PDF). United States Census Bureau. Архів оригіналу (PDF) за 18 грудня 2014. Процитовано 31 грудня 2013.
5. ↑  State & County QuickFacts. United States Census Bureau. Архів оригіналу за 6 липня 2011. Процитовано 31 грудня 2013. [Архівовано 2011-06-07 у Wayback Machine.](англ.) Наведено за англійською вікіпедією.
6. ↑  American FactFinder. Бюро перепису населення США. Архів оригіналу за 26 лютого 2012. Процитовано 31 січня 2008. [Архівовано 2008-05-21 у Wayback Machine.]

| США | Це незавершена стаття з географії США. Ви можете допомогти проєкту, виправивши або дописавши її. |